# 艦本式ボイラー

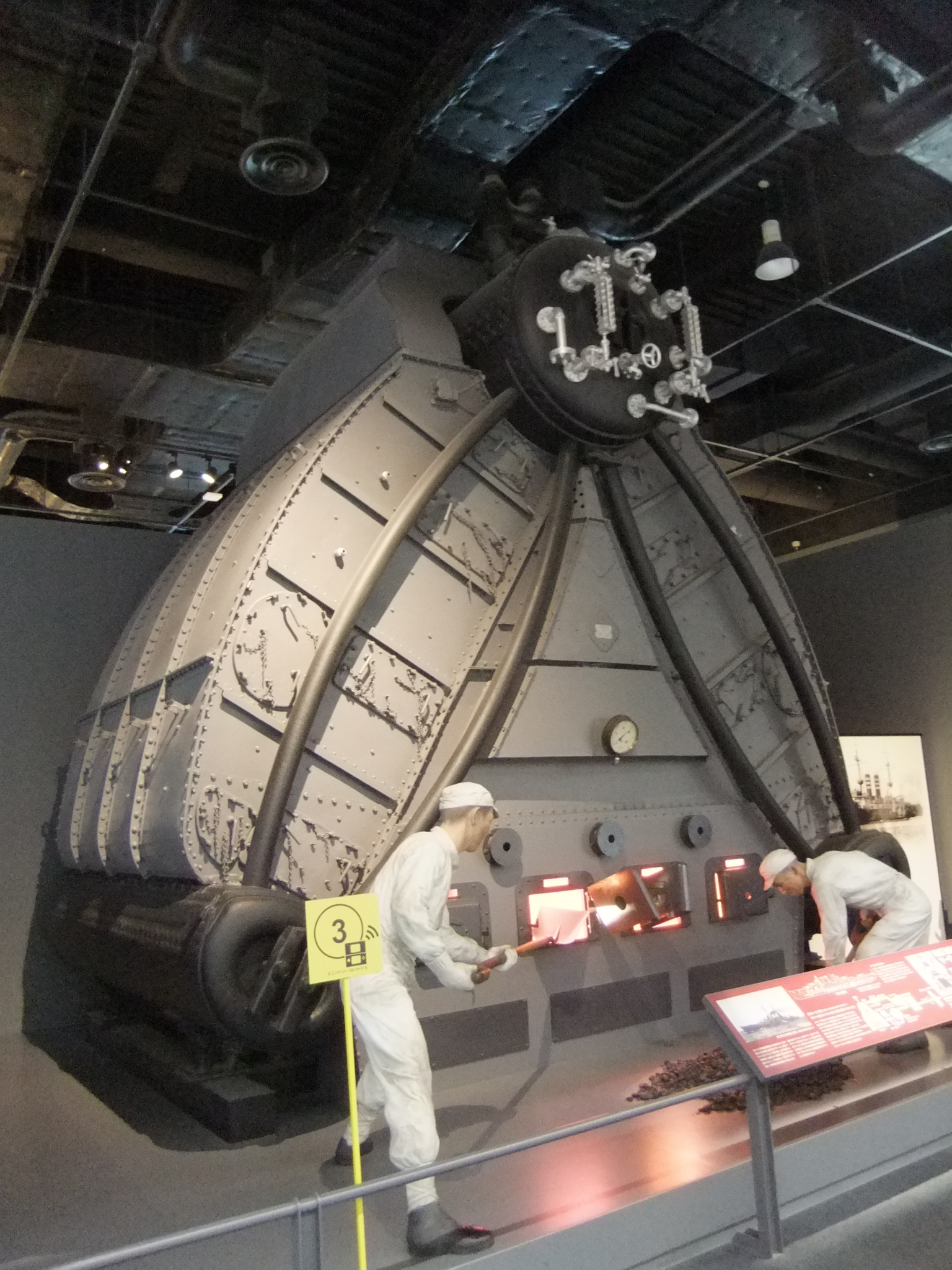
呉市海事歴史科学館に展示されている「金剛」のヤーロー式ボイラー

艦本式ボイラー（かんほんしきボイラー）とは、日本海軍艦政本部の開発した艦艇用の国産ボイラーである。ボイラーのことを漢字で汽罐（きかん、略して「罐」）と表したので艦本式罐（罐は旧字体なので、新字体の缶を代用して艦本式缶）とも書かれる。

## 型式別

### イ号艦本式缶
1900年（明治33年）に老朽化した水雷艇のボイラーの交換用として艦政本部が開発した。英ヤーロー（Yarrow）社が小型艦用に開発したヤーロー式ボイラーの改良型で1902年（明治35年）進水の第67号水雷艇に初めて搭載され、春雨型駆逐艦などに搭載された。当初は単に艦本式缶やヤーロー缶と呼ばれていた（後述）。
ヤーロー式ボイラーは三胴式の水管ボイラーの一形式であり、上部に大直径の「蒸気ドラム（気水胴とも）」という横置きの円筒、下部にそれより小直径の「水ドラム（水胴とも）」という円筒を2本横置きに配置し、互いに多数の伝熱細管で接続した構造をとっていた。横から見ると、丁度、Aの字の頂点に蒸気ドラムが、Aの字の足あたりに水ドラムが置かれた作りをしていた。

### ロ号艦本式缶
それまでの艦本式缶に水ドラムの水管継ぎ目に圧力偏在からくる腐食が生じる欠陥が見つかったため、水ドラムを真円型から半円型に改め水管継ぎ目部を平滑とした改良型が1914年（大正3年）7月以降搭載された。これ以降、それまでのものをイ号、改良型をロ号と呼んで区別した。
太平洋戦争時には多くの艦艇にこのボイラーが搭載されている。

### ハ号艦本式缶
2次改装後の扶桑型戦艦に2基だけ搭載された。

### ホ号艦本式缶
小出力ボイラーとして艦政本部と舞鶴工廠が共同開発したもの。水を通す水管を片側に集め、小型缶ながら大型の重油専焼缶に匹敵する効率を挙げた。
1937年（昭和12年）度竣工の第53駆潜艇に初めて搭載されたほか、橋立型砲艦、香取型練習巡洋艦などに搭載された。また補助ボイラーとして占守型海防艦などにも搭載された。